# Beleg van Sneek (1517)
Het Beleg van Sneek vond plaats tussen 20 januari en 28 januari 1517 door een Habsburgse-Bourgondische krijgsmacht onder stadhouder Floris van Egmont.

## Verloop
In 1515 werd Friesland voor 100.000 florijnen aan Karel van Spanje verkocht. Hij stelde Floris van Egmont als stadhouder van Friesland aan, echter ondervond deze in geheel Friesland veel weerstand tijdens de inhuldigingen en moest daardoor de wapens opnemen en de steden dwingen zijn gezag te erkennen. Zo stond hij 23 augustus 1515 voor de stad Sneek, maar moest na een kort beleg, in de stad zijn meerderen erkennen.
In 1517 lagen al verschillende krijgsgroeperingen rondom Sneek gevestigd, zoals in Oppenhuizen, IJlst, Nijeklooster en het klooster Tabor. Op 11 januari 1517 begon het opeens flink te vriezen en Floris van Egmont nam op 20 januari het drastische besluit om Sneek van 4 kanten te belegeren, hij zag de dichtgevroren grachten rond Sneek als een voordeel, dit mede met het advies van Edzard I van Oost-Friesland.
Na wat korte bestormingsaanvallen, deden de Snekers een stadsuitbraak, zij reden uit naar de nabij gelegen kloosters van de Johanniters en Hospitaler Orde om deze vervolgens in brand te steken, zodat de Habsburgers er geen beschutting in konden vinden. Binnen Sneek was men zeer verdeeld. Zo was er de groep ballingen, waaronder Grote Pier en de Arumer Zwarte Hoop bende die niet van opgeven wilde weten, maar ook een grote groep burgers onder ene Jonker Roelof, die zich wel wilde overgeven.
De Habsburgers gingen vervolgens door met bestormingen via ladders en ander bruikbare werktuigen en er werd nog gewacht op katapulten uit Leeuwarden.
Op 28 januari viel de dooi in, waarop werd besloten om het beleg op te heffen.
Een voorval dat mogelijk ook heeft bijgedragen tot het beleg van Sneek was, dat in november 1516 drie vrouwen werden ontvoerd door de Zwarte Hoop bende op de Zuiderzee. Dit waren de vrouw en twee dochters van de Friese edelman Hessel Martena. Deze had bij Karel van Spanje erop aangedrongen iets te ondernemen tegen Sneek. Van Martena was dan ook aanwezig bij het beleg aan de zijde van Floris van Egmont.